# George Keith, 10:e earl Marischal

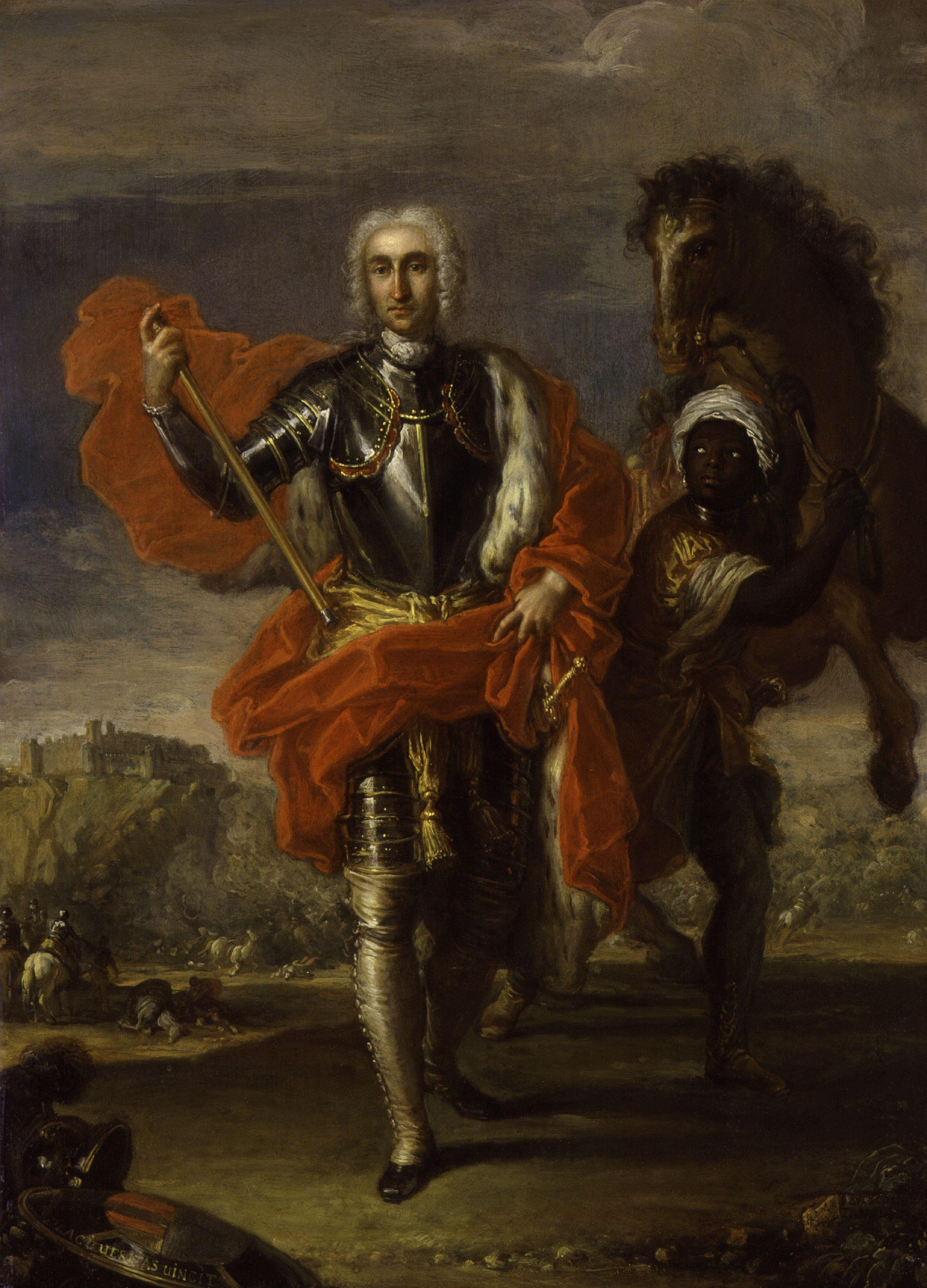
George Keith, porträtterad av Placido Costanzi, cirka 1733.

George Keith, 10:e earl Marischal, född 1693 i Kinkardine, död 26 maj 1778 i Potsdam, var lordmarskalk av Skottland. Han var son till William Keith, 9:e earl Marischal och bror till James Keith.
Keith deltog under Marlborough i spanska tronföljdskriget. Efter upproret 1715 måste han som jakobit gå i landsflykt. Hans egendomar, bland dem Dunnottar, drogs in till kronan. År 1747 följde han brodern James till Preussen, och blev nära vän till Fredrik II, som använde honom i flera diplomatiska uppdrag. Fredrik utverkade också att Keith benådades och återfick sina gods. Efter ett par års vistelse i Skottland återvände han till Preussen.